# Донаущат
Донаущат (на немски: Donaustadt) е двадесет и вторият и най-голям по площ окръг на Виена. Населението му е 191 038 жители (по приблизителна оценка от януари 2019 г.).

## Подразделения
- Асперн
- Брайтенлее
- Еслинг
- Кагран
- Кайзермюлен
- Лобау
- Нойеслинг
- Хиршщетен
- Щадлау
- Зюсенбрун